# Benevento Calcio 2022-2023
Questa voce raccoglie le informazioni riguardanti il Benevento Calcio nelle competizioni ufficiali della stagione 2022-2023.

## Stagione
Nel corso di una stagione 2022-2023, complicatissima con il cambiamento di quattro allenatori in una stagione, il Benevento attraversa un lungo periodo di instabilità societaria e in più si aggiunge anche l'assenza di mercato di riparazione a gennaio. Il Benevento milita quasi sempre nelle zone più basse della classifica, e la sconfitta (3-1) sul campo del Cittadella alla 36ª giornata sembra spegnere definitivamente le speranze salvezza dei campani.
La retrocessione matematica per i sanniti arriva il turno successivo: i sanniti battono il Modena (2-1) ma il pareggio del Brescia contro il Pisa condanna il Benevento al ritorno in Serie C dopo sette anni di assenza. Per raggiungere la salvezza non sono bastati quattro allenatori, che si sono alternati sulla panchina giallorossa.

## Magliette e sponsor
| Casa | Trasferta | Terza divisa |

Sponsor tecnico: Nike

## Organigramma societario
Area direttiva
- Presidente: Oreste Vigorito
- Vicepresidente: Diego Palermo
- Amministratore Delegato: Ferdinando Renzulli , Stefano Renza
- Club Manager: Alessandro Cilento
- Segretario generale: Antonino Trotta
- Responsabile Ticketing: Domenico Cinelli
- Responsabile marketing e social: Alberto Zito

Area sportiva
- Direttore sportivo: Pasquale Foggia
- Resp. Scouting Prima Squadra: Salvatore Nardi

Area tecnica
- Allenatore: Fabio Caserta (fino al 20 settembre), Fabio Cannavaro (fino al 4 febbraio), Roberto Stellone (fino al 10 aprile), Andrea Agostinelli
- Vice allenatore: Salvatore Accursi (fino al 20 settembre), Paolo Cannavaro (fino al 4 febbraio), Dagoberto Carbone
- Collaboratore tecnico: Luigi Viola (fino al 20 settembre), Francesco Troise
- Allenatore portieri: Franco Cotugno
- Preparatore Atletico:  Jordi Garcia, Aldo Reale
- Match analyst: Pasquale D’Inverno (fino al 20 settembre), Gennaro Fiorillo

Area sanitaria
- Resp. Struttura Medica: Enrico D'Andrea
- Resp. Medico Sanitario: Franco De Cicco
- Medio Sociale: Raffaele Fuiano
- Fisioterapista e Rec. Infortunati: Ernesto Galliano
- Fisioterapista: Massimo Buono, Luca Lepore, Simone Sigillo, Davide Schiavone

## Rosa
Rosa tratta dal sito internet ufficiale della società. Aggiornata al 12 agosto 2022.
| N. |                     | Ruolo | Calciatore                 |
| -- | ------------------- | ----- | -------------------------- |
| 2  | Marocco (bandiera)  | D     | Hamza El Kaouakibi         |
| 3  | Italia (bandiera)   | D     | Gaetano Letizia (capitano) |
| 4  | Italia (bandiera)   | C     | Gennaro Acampora           |
| 5  | Italia (bandiera)   | D     | Edoardo Masciangelo        |
| 6  | Polonia (bandiera)  | C     | Krzysztof Kubica           |
| 7  | Svezia (bandiera)   | C     | Nermin Karić               |
| 8  | Colombia (bandiera) | C     | Andrés Tello               |
| 9  | Italia (bandiera)   | A     | Stefano Pettinari          |
| 10 | Brasile (bandiera)  | A     | Diego Farias               |
| 11 | Croazia (bandiera)  | C     | Roko Jureškin              |
| 12 | Italia (bandiera)   | P     | Nicolò Manfredini          |
| 14 | Senegal (bandiera)  | A     | Samba Pape Thiam           |
| 15 | Polonia (bandiera)  | D     | Kamil Glik                 |
| 16 | Italia (bandiera)   | A     | Riccardo Improta           |
| 18 | Belgio (bandiera)   | D     | Daam Foulon                |
| 20 | Italia (bandiera)   | A     | Antonino La Gumina         |
| 21 | Italia (bandiera)   | P     | Alberto Paleari            |

| N. |                           | Ruolo | Calciatore             |
| -- | ------------------------- | ----- | ---------------------- |
| 22 | Italia (bandiera)         | P     | Igor Lucatelli         |
| 24 | Italia (bandiera)         | C     | Mattia Viviani         |
| 25 | Nigeria (bandiera)        | A     | Simy                   |
| 27 | Italia (bandiera)         | C     | Pasquale Schiattarella |
| 28 | Italia (bandiera)         | A     | Camillo Ciano          |
| 30 | Ghana (bandiera)          | C     | Abdallah Basit         |
| 31 | Romania (bandiera)        | D     | Alin Toșca             |
| 33 | Francia (bandiera)        | D     | Maxime Leverbe         |
| 38 | Italia (bandiera)         | C     | Angelo Talia           |
| 55 | Albania (bandiera)        | D     | Frédéric Veseli        |
| 58 | Italia (bandiera)         | D     | Christian Pastina      |
| 72 | Slovenia (bandiera)       | C     | Dejan Vokić            |
| 79 | Costa d'Avorio (bandiera) | C     | Siriky Sanogo          |
| 80 | Grecia (bandiera)         | C     | Īlias Koutsoupias      |
| 88 | Italia (bandiera)         | A     | Francesco Forte        |
| 96 | Italia (bandiera)         | D     | Riccardo Capellini     |

## Calciomercato

### Sessione estiva(dall'1/7 all'1/9)
| Acquisti | Acquisti            | Acquisti       | Acquisti      |
| R.       | Nome                | da             | Modalità      |
| -------- | ------------------- | -------------- | ------------- |
| P        | Alberto Paleari     | Genoa          | definitivo    |
| D        | Edoardo Masciangelo | Pescara        | definitivo    |
| D        | Hamza El Kaouakibi  | Pordenone      | definitivo    |
| C        | Īlias Koutsoupias   | Virtus Entella | prestito      |
| C        | Nermin Karić        | Virtus Entella | definitivo    |
| A        | Francesco Forte     | Venezia        | definitivo    |
| A        | Antonio La Gumina   | Sampdoria      | prestito      |
| A        | Enrico Brignola     | Sassuolo       | definitivo    |
| A        | Giuseppe Di Serio   | Pordenone      | fine prestito |

| Cessioni | Cessioni            | Cessioni | Cessioni      |
| R.       | Nome                | a        | Modalità      |
| -------- | ------------------- | -------- | ------------- |
| P        | Alberto Paleari     | Genoa    | fine prestito |
| D        | Edoardo Masciangelo | Pescara  | fine prestito |
| D        | Bright Gyamfi       | Potenza  | definitivo    |
| C        | Artur Ionita        | Pisa     | definitivo    |
| C        | Jacopo Petriccione  | Crotone  | fine prestito |
| C        | Giacomo Calò        | Genoa    | fine prestito |
| A        | Salvatore Elia      | Atalanta | fine prestito |
| A        | Francesco Forte     | Venezia  | fine prestito |
| A        | Giuseppe Di Serio   | Perugia  | definitivo    |
| A        | Gianluca Lapadula   | Cagliari | definitivo    |
| A        | Enrico Brignola     | Cosenza  | prestito      |

### Sessione invernale(dal 2/1 al 31/1)
| Acquisti | Acquisti           | Acquisti  | Acquisti   |
| R.       | Nome               | da        | Modalità   |
| -------- | ------------------ | --------- | ---------- |
| A        | Stefano Pettinari  | Ternana   | temporaneo |
| D        | Alin Dorinel Tosca | Gaziantep | definitivo |
| D        | Roko Jureskin      | Pisa      | temporaneo |

| Cessioni | Cessioni        | Cessioni  | Cessioni   |
| R.       | Nome            | a         | Modalità   |
| -------- | --------------- | --------- | ---------- |
| A        | Francesco Forte | Ascoli    | temporaneo |
| A        | Enrico Brignola | Catanzaro | temporaneo |

## Risultati

### Serie B

#### Girone di andata
| Arbitro: | Di Bello (Brindisi) |

|  |           |              |
|  | Marcatori | 49’ Larrivey |

| Genova 20 agosto 2022, ore 20:45 CEST 2ª giornata | Genoa           | 0 – 0 referto | Benevento | Stadio Luigi Ferraris (23 000 spett.)\| Arbitro: \| Pezzuto (Lecce) \| |
| Arbitro:                                          | Pezzuto (Lecce) |               |           |                                                                        |

| Arbitro: | Pairetto (Nichelino) |

|                |           |               |
| Forte 35’, 62’ | Marcatori | 59’ Garritano |

| Arbitro: | Dionisi (L'Aquila) |

|  |           |                               |
|  | Marcatori | 52’ La Gumina 77’ Koutsoupias |

| Arbitro: | Aureliano (Bologna) |

|  |           |                          |
|  | Marcatori | 54’ Lapadula 85’ Luvumbo |

| Arbitro: | Gualtieri (Asti) |

|                  |           |  |
| F. Bianchi 90+3’ | Marcatori |  |

| Arbitro: | Fabbri (Ravenna) |

|            |           |              |
| Farias 48’ | Marcatori | 6’ Botteghin |

| Arbitro: | Meraviglia (Pistoia) |

|          |           |                    |
| Zaro 84’ | Marcatori | 39’ (aut.) Poluzzi |

| Arbitro: | Volpi (Arezzo) |

|                                            |           |                                           |
| Iannarilli 19’ (aut.) La Gumina 38’ (rig.) | Marcatori | 58’ Sørensen 73’ Pettinari 81’ Di Tacchio |

| Arbitro: | Ghersini (Genova) |

|               |           |            |
| Cerri 4’, 22’ | Marcatori | 9’ Leverbe |

| Benevento 29 ottobre 2022, ore 14:00 CEST 11ª giornata | Benevento       | 0 – 0 referto | Pisa | Stadio Ciro Vigorito (7 760 spett.)\| Arbitro: \| Pezzuto (Lecce) \| |
| Arbitro:                                               | Pezzuto (Lecce) |               |      |                                                                      |

| Arbitro: | Camplone (Pescara) |

|             |           |                     |
| Improta 53’ | Marcatori | 77’ (rig.) Cheddira |

| Arbitro: | Meraviglia (Pistoia) |

|                   |           |                             |
| Sal. Esposito 10’ | Marcatori | 74’ Capellini 77’ La Gumina |

| Arbitro: | Zufferli (Udine) |

|                                    |           |                          |
| Hernani Jr. 22’ (rig.) Canotto 34’ | Marcatori | 58’ Improta 81’ Acampora |

| Arbitro: | Baroni (Firenze) |

|  |           |             |
|  | Marcatori | 54’ Brunori |

| Arbitro: | Gariglio (Pinerolo) |

|  |           |           |
|  | Marcatori | 20’ Forte |

| Arbitro: | Abisso (Palermo) |

|           |           |  |
| Tello 22’ | Marcatori |  |

| Arbitro: | Colombo (Como) |

|          |           |              |
| Diaw 44’ | Marcatori | 22’ Acampora |

| Arbitro: | Piccinini (Forlì) |

|  |           |                         |
|  | Marcatori | 45+1’ Lisi 83’ Luperini |

#### Girone di ritorno
| Arbitro: | Camplone (Pescara) |

|              |           |                  |
| Väisänen 89’ | Marcatori | 31’ (rig.) Ciano |

| Arbitro: | Serra (Torino) |

|           |           |                       |
| Tello 58’ | Marcatori | 12’ Coda 90+4’ Pușcaș |

| Arbitro: | Baroni (Firenze) |

|                     |           |  |
| Borrelli 81’ (rig.) | Marcatori |  |

| Arbitro: | Sacchi (Macerata) |

|             |           |                           |
| Tello 45+4’ | Marcatori | 3’ Pierini 70’ Pohjanpalo |

| Arbitro: | Sozza (Seregno) |

|              |           |  |
| Lapadula 76’ | Marcatori |  |

| Arbitro: | Manganiello (Pinerolo) |

|           |           |  |
| Tello 48’ | Marcatori |  |

| Ascoli Piceno 25 febbraio 2023, ore 16:15 CET 26ª giornata | Ascoli                  | 0 – 0 referto | Benevento | Stadio Cino e Lillo Del Duca (6 216 spett.)\| Arbitro: \| Cosso (Reggio Calabria) \| |
| Arbitro:                                                   | Cosso (Reggio Calabria) |               |           |                                                                                      |

| Arbitro: | Ferrieri Caputi (Livorno) |

|  |           |                            |
|  | Marcatori | 12’ Belardinelli 59’ Cissé |

| Arbitro: | Dionisi (L'Aquila) |

|                            |           |                          |
| Mantovani 7’ Coulibaly 32’ | Marcatori | 20’ Acampora 45+1’ Tello |

| Benevento 11 marzo 2023, ore 14:00 CET 29ª giornata | Benevento         | 0 – 0 referto | Como | Stadio Ciro Vigorito (7 806 spett.)\| Arbitro: \| Santoro (Messina) \| |
| Arbitro:                                            | Santoro (Messina) |               |      |                                                                        |

| Arbitro: | Manganiello (Pinerolo) |

|                       |           |  |
| Moreo 35’ Tramoni 79’ | Marcatori |  |

| Arbitro: | Piccinini (Forlì) |

|                                     |           |  |
| Antenucci 54’ (rig.) Folorunsho 71’ | Marcatori |  |

| Arbitro: | Maresca (Napoli) |

|            |           |                                 |
| Foulon 37’ | Marcatori | 33’ Prati 51’ Celia 66’ Moncini |

| Arbitro: | Ghersini (Genova) |

|           |           |              |
| Ciano 84’ | Marcatori | 25’ Pierozzi |

| Arbitro: | Maggioni (Lecco) |

|          |           |            |
| Sala 11’ | Marcatori | 28’ Farias |

| Arbitro: | Feliciani (Teramo) |

|                        |           |                       |
| Ciano 48’ Acampora 86’ | Marcatori | 7’ Benedyczak 42’ Man |

| Arbitro: | Sacchi (Macerata) |

|                                      |           |               |
| Vita 28’ Maistrello 82’ Carriero 89’ | Marcatori | 18’ Pettinari |

| Arbitro: | Ghersini (Genova) |

|                        |           |          |
| Ciano 30’ Foulon 45+2’ | Marcatori | 19’ Diaw |

| Arbitro: | Dionisi (L'Aquila) |

|                                            |           |                        |
| Lisi 53’ (rig.) Di Carmine 58’ Kouan 90+4’ | Marcatori | 30’ Farias 90+1’ Ciano |

### Coppa Italia

#### Turni eliminatori
| Arbitro: | Colombo (Como) |

|                                      |           |                        |
| Guðmundsson 35’, 45’ Coda 64’ (rig.) | Marcatori | 45+3’ Glik 90+5’ Karić |

## Statistiche

### Statistiche di squadra
Statistiche aggiornate al 19 maggio 2023
| Serie B | 35 | 19 | 4 | 6 | 9  | 16 | 25 | 19 | 3 | 8 | 8  | 17 | 24 | 38 | 7  | 14 | 17 | 33 | 49  | -16 | - | Coppa Italia | 0 | 0 | 0 | 0 | 0 | 0 | 1 | 0 | 0 | 1 | 2 | 3 | 1 | 0 | 0 | 1 | 2 | -1 |
| Totale  | 19 | 4  | 6 | 9 | 16 | 25 | 20 | 3  | 8 | 9 | 19 | 27 | 39 | 7  | 14 | 18 | 35 | 52 | -17 |     |   |              |   |   |   |   |   |   |   |   |   |   |   |   |   |   |   |   |   |    |

### Andamento in campionato
| Giornata  | 1  | 2  | 3  | 4 | 5 | 6  | 7  | 8  | 9  | 10 | 11 | 12 | 13 | 14 | 15 | 16 | 17 | 18 | 19 | 20 | 21 | 22 | 23 | 24 | 25 | 26 | 27 | 28 | 29 | 30 | 31 | 32 | 33 | 34 | 35 | 36 | 37 | 38 |
| --------- | -- | -- | -- | - | - | -- | -- | -- | -- | -- | -- | -- | -- | -- | -- | -- | -- | -- | -- | -- | -- | -- | -- | -- | -- | -- | -- | -- | -- | -- | -- | -- | -- | -- | -- | -- | -- | -- |
| Luogo     | C  | T  | C  | T | C | T  | C  | T  | C  | T  | C  | C  | T  | T  | C  | T  | C  | T  | C  | T  | C  | T  | C  | T  | C  | T  | C  | T  | C  | T  | T  | C  | C  | T  | C  | T  | C  | T  |
| Risultato | P  | N  | V  | V | P | P  | N  | N  | P  | P  | N  | N  | V  | N  | P  | V  | V  | N  | P  | N  | P  | P  | P  | P  | V  | N  | P  | N  | N  | P  | P  | P  | N  | N  | N  | P  | V  | P  |
| Posizione | 11 | 14 | 13 | 6 | 8 | 13 | 14 | 12 | 15 | 16 | 17 | 17 | 16 | 15 | 17 | 15 | 12 | 12 | 14 | 15 | 15 | 17 | 19 | 19 | 17 | 17 | 17 | 18 | 17 | 18 | 19 | 20 | 20 | 20 | 20 | 20 | 20 | 20 |

Fonte:  Serie B, su calcio.com.
Legenda:

Luogo: C = Casa; T = Trasferta. Risultato: V = Vittoria; N = Pareggio; P = Sconfitta.